# Roman Wiktorowitsch Tatalin
Roman Wiktorowitsch Tatalin (russisch Роман Викторович Таталин; * 19. November 1992 in Nowosibirsk) ist ein russischer Eishockeyspieler, der seit April 2020 beim HK Junost Minsk aus der belarussischen Extraliga unter Vertrag steht und dort auf der Position des Verteidigers spielt.

## Karriere
Roman Tatalin begann seine Karriere als Eishockeyspieler in der Nachwuchsabteilung von Witjas Tschechow, für dessen Juniorenmannschaft Russkije Witjasi Tschechow er seit der Saison 2009/10 in der multinationalen Nachwuchsliga Molodjoschnaja Chokkeinaja Liga aktiv ist. In der Saison 2011/12 gab er parallel sein Debüt für die Profimannschaft von Witjas Tschechow in der Kontinentalen Hockey-Liga. In seinem Rookiejahr erzielte er in 14 Spielen je ein Tor und eine Vorlage. Zudem wurde er zum KHL-Rookie des Monats Februar gewählt. In den folgenden Spieljahren kam er regelmäßig zu Einsätzen in der KHL, wurde aber auch bei Partnerteams, unter anderem dem THK Twer, in der Wysschaja Hockey-Liga eingesetzt.
Im Mai 2015 erwarb zunächst der SKA Sankt Petersburg die Transferrechte an Tatalin, ehe diese Anfang Juli desselben Jahres an den HK Spartak Moskau abgegeben wurden.

## Erfolge und Auszeichnungen
- 2012 KHL Rookie des Monats Februar

## KHL-Statistik
(Stand: Ende der Saison 2018/19)